# ليندا بيمنت
ليندا جين بيمنت (بالإنجليزية: Linda Bement)‏ (2 نوفمبر 1941 - 19 مارس 2018) عارضة أزياء وحاملة لقب مكلة جمال ولاية يوتا، تعتبر ثالث متسابقة توجت بمسابقة ملكة جمال الولايات المتحدة الأمريكية 1960 وألحقتها بمسابقة ملكة جمال الكون 1960. توفيت لأسباب طبيعية في 19 مارس 2018 ، في منزلها في سولت ليك سيتي.

## روابط خارجية
- Official Miss Universe website - Past titleholders

| الجوائز و الإنجازات | الجوائز و الإنجازات  | الجوائز و الإنجازات |
| ------------------- | -------------------- | ------------------- |
| سبقه أكيكو كوزيما   | ملكة جمال الكون 1960 | تبعه مارلينه شميت   |